# 원더베빌
《원더베빌》(ワンダーベビルくん)은 이시노모리 쇼타로의 미발표 기획작 <아라랑 베빌군> (あららんベビルくん)과 <구쵸키팝콘> 1권 (グーチョキパッコン)를 원작으로 한 일본의 애니메이션이다.
애니메이션 방영 시기에는 야마나카 아키라의 코믹스판이 《코믹 봉봉》에서 연재되었다.

## 개요
이시노모리 쇼타로의 미발표 기획작 <아라랑 베빌군>을 바탕으로 제작된 애니메이션이며, 기획 자체는 <구쵸키팝콘> (학습연구사 1년의 과학 1985년 5월호~1989년 10월호 연재)를 바탕으로 제작된 이시노모리의 데뷔작 <이급천사>를 모티브로 삼았다.
또한 주인공 료타의 성씨인 "오노데라"은 작가의 본명을 따온 것이다.

## 줄거리
원더랜드에 사는 베빌은 몬스터의 입장을 유지했으면 좋겠다는 아버지의 본부에도, 인간들의 좋은 본보기가 되기 위해 인간 세계로 나와서 료타네 가족과 살게 되며 겪는 이야기.

## 등장 인물

### 주요 인물
베빌
성우 니시무라 치나미, 김서영
료타의 집에 얹혀살고 있는 몬스터. 악마 같은 모습을 하고 있지만 처음부터 악인은 아니다. 선악의 구별이 안 가기 때문에 손에는 원더 해머를 쥐고 있다. "피타파파타프스팡ー!" (ピタパパタップスワーレ!) 하고 주문을 외워서 사고를 치고 다닌다. 자주 착각한다.
마지막회에서는 료타의 일기를 보고 (사실은 무카엘의 장난) 료타와 헤어질 것을 선택하고, 료타로부터 잘 가라는 말을 듣고는 "어른이 되면 돌아올 것"을 약속하며 원더랜드로 돌아간다. 일인칭은 기본적으로 '베빌'이지만 일본어판에서는 드물게 '나' (僕)라고 부르기도 한다.
캐릭터 디자인은 <구쵸키팝콘>의 주인공 '팝콘'과 흡사하지만, 베빌은 보라색이고 팝콘은 붉은색이라는 점에서 차이가 난다.
<아라랑 베빌군>에서는 "지옥에 더 이상 사람을 들이지 않기 위해 인간 세계로 내려가 좋은 일을 해서 착한 사람을 늘리려는 악마"라는 설정이었으며, <구쵸키팝콘>의 팝콘도 같은 설정이다.
원더 해머
끝부분이 붉은색 주먹 모양인 해머. 해머를 쥐고 주문을 외어 몬스터를 만들어내는 마법을 부릴 수 있다. 해머지만 물건을 망가뜨리거나 할 수는 없다.
퍼피, 부페, 뽀
성우 마치이 미키, 이용신 / 사카구치 고이치, 홍범기 / 고바야시 사나에 / 정혜옥
베빌이 곧잘 만들어내곤 하는 몬스터 삼인방. 개구리 같은 외모가 퍼피, 고양이 같은 외모가 부페, 주황색 공룡이 뽀이다.
오노데라 료타 (小野寺 良太, 한국어판 '몽이')
성우 츠무라 마코토, 한채언
베빌의 친구로 지극히 평범한 초등학생. 베빌이 자주 일으키는 트러블에 휘말리고 화를 내지만 내심 친한 동생처럼 아끼고 있다. 마지막회에서는 베빌이 돌아가는 것을 알게 되고, 잘 가라며 격려한다.
모델은 <구쵸키팝콘>의 '료타' (りょうた), <아라랑 베빌군>에서는 '료타' (りょう太)이다.
텐치 (テンチイ, 한국어판 '치치')
성우 와타나베 구미코, 양정화
원더랜드에서 온 몬스터. 천사 같은 모습을 하고 있지만 마법의 엔젤링을 무기로 쓰거나 주위 인간에게 사악한 조언을 하며 베빌을 골탕먹이곤 한다.
번킨 (번컨)를 좋아해서 항상 그에게 접근한다. 번킨은 여자를 싫어하지만 텐치의 짝사랑을 독차지하고, 그 마음을 역이용해서 자신을 돕도록 만들기도 한다.
원작 <구쵸키팝콘>과 <아라랑 베빌군>에서는 같은 이름의 캐릭터가 등장하며 여기서는 "천국에 더 이상 사람을 들이지 않기 위해 인간 세계로 내려가 장난을 치며 나쁜 사람을 늘리려는 천사"라는 설정이었다.

### 오노데라 가족 (몽이네 가족)
쇼코 (翔子, 사라)
성우 하기와라 에미코, 이용신
료타 (몽이)의 누나이자 료타가 다니는 학교의 양호선생님. 여장부 스타일이 뛰어나다. 결혼했으며 달링과 동거하고 있다.
아빠
성우 나가시마 유이치, 장승길
료타 (몽이)의 아빠. 회사원. 골프와 드라이브이 취미지만 모두 서툴다. 특히 드라이브는 난폭운전을 하거나 길을 잃을 정도로 방향치이다.
엄마
성우 고바야시 사나에, 임은정
료타 (몽이)의 엄마. 가정주부로 집안일 전부를 다루며 미인이시다. 평소에는 상냥하지만 화나면 무섭다. 젊은 시절에는 아이돌 활동을 하다가 언론에 휘둘리는 것이 싫어서 아빠와 결혼하고 나서 아이돌을 탈퇴했다.
페코로 (ペコロ, 베코리)
성우 나가시마 유이치 / 홍범기
오노데라 가족의 애완견. 산책을 정말 싫어해서 항상 눈가에 눈물을 맺히고 다닌다.
달링
쇼코의 남편. 본명은 알 수 없다. 상당한 장신으로 얼굴을 보이지 않으며 말도 안 하기 때문에 쇼코가 말을 전해준다. 취미는 기타.

### 동네 사람들
루리
성우 마치이 미키, 정혜옥
료타네 집 근처에 사는 소녀. 미소녀이지만 별난 것을 좋아한다. 소녀스러우면서 현실주의자이기도 하다.
번킨 (バンキン, 한국어판 '번컨')
성우 야나다 기요유키, 최석필
본명은 '한다 간타로' (板田金太郎). 차량검사관 '반다'의 외동아들, 클래스의 골목 대장. 항상 료타와 베빌을 괴롭히지만 사실은 고소공포증을 갖고 있다. 공부를 빼먹고 보건실에서 낮잠을 자는 일이 많고 그때마다 아버지나 쇼코에게 화를 낸다.
여자를 싫어하는 성격이라 텐치가 좋아하는 것도 본인으로선 달갑지 않지만, 그녀의 마음을 역이용해서 나쁜 짓을 하기도 한다.
핑키
성우 사카구치 고이치, 현경수
도둑 킬러의 부하. 덩치가 크지만 마음이 약하다.
킬러
성우 오타케 히로시, 홍범기
도둑으로 핑키의 형뻘. 작고 수염을 기른 성급한 남자. 베빌에게 자주 휘둘린다.

### 원더랜드
베빌 아빠
성우 타키구치 준페이, 최석필
베빌의 아버지. 원더 랜드의 마왕이다. 자식을 맹목적으로 사랑하며 베빌이 자라는 모습을 꾸준히 지켜보았다. 한번은 베빌로 위장한 적도 있다.
무카엘 (ムカエル, 한국어판 '미카엘')
성우 사쿠라이 타카히로, 신용우
베빌 아빠의 하인으로 베빌을 맞이하는 것이 그의 역할. 본작에 등장하는 인물 중에서는 유일한 미남이며, 말투가 에도 사투리이다. 베빌과 마찬가지로 마법을 쓸 수 있지만 꼬리를 기르는 것 이외의 마법은 쓸 수 없다. 잘 때 코를 고는데 땅이 울릴 정도.
모델은 사이보그 009의 시마무라 죠에서 따왔으며, 일본판 성우도 두 캐릭터가 같다.

### 그 외
교장
성우 우메즈 히데유키
료타가 다니는 학교 교장. 제6화에서는 베빌의 장난으로 기절한다.
히코노토 (彦乃, 한국어판 '할머니')
성우 쿠지라, 정유미
료타의 할머니이자 아빠와 엄마의 어머니. 사람을 싫어하고 완고한 성격으로 노인답지 않게 정정하시다.
루리 엄마
성우 츠루노 쿄코
루리네 엄마. 음식을 만드는 것이 취미이지만 그녀가 만든 요리는 맛있다고 할 수 없다.
번킨 아빠
성우 야나다 기요유키
본명은 '한다 이타가네' (板田板金). 차량검사관 '반다'의 주인. 집안의 가장으로서 번킨에게는 엄격하다. 아들 닮아 다소 거칠기는 하나, 베빌와 료타에게는 상냥하게 대한다.
오가네 부인 (大鐘夫人)
성우 하나가 타케이코
본작에 등장하는 유일한 부자 캐릭터. 100만 달러를 화과자로 맞바꾸고, 화과자 상자 안에 현금을 보관하는 등 억척스런 면도 있다.
닭
성우 사카구치 고이치
야생 수탉. 수탉이라 알을 낳지 않지만 덴치의 장난으로 알을 낳게 되었다 (실제로는 근처의 알이나 지나가던 사람의 알이 대신 사라진다). 마지막에는 잠꾸러기 신세가 되며 쇼코의 달링이 키우게 됐다. 이후로도 몇번이나 몬스터로 등장한다.
그밖의 캐스팅
- 종업원 (성우:오비유키 마사)
- 몬스터 외 (성우:사카구치 고이치)

## 애니메이션 판
일본에서는 2003년 4월 11일부터 2004년 2월 6일까지 NHK 교육 텔레비전의 프로 〈천재 비트군〉에서 비트랜드 극장이라는 코너 내에서 방송되었다.
대한민국에서는 2005년 3월 21일부터 케이블 채널 퀴니에서 10부작 더빙판으로 방영되었으며, 2008년 3월 5일부터는 투니버스에서 재방영되었다.

### 제작진
- 감독 - 오모리 타카히로
- 각본 - 유키무로 슌이치
- 캐릭터 디자인 - 기시다 타카히로
- 미술 감독 - 가타히라 신지
- 색조 설정 - 다나카 마키
- 복합 디렉터 (촬영 감독) - 나카우시 유타카
- 편집 - 세키 카즈히코
- 음향 감독 이와나미 미와
- 음악 와카쿠사 게이
- 음향 효과 - 사키 히로키
- 슈퍼바이저 - 오노데라 아키라
- 애니메이션 제작 RADIX
- 제작 소고 비전
- 제작 덴쓰, 애니플렉스, 국제 미디어 코퍼레이션

### 주제가
오프닝 테마 "YESH!"
작사·작곡·편곡 - Laugh and Peace / 노래 - 츠지 준코
엔딩 테마 "안녕안녕" (さよならさよなら)
작사·작곡·편곡·노래 - 이이노마사고

### 에피소드
일본판 기준. 한국에서는 3화를 1화로 묶어 10부작으로 방영하였다.
| 화수 | 부제                             | 방송일          |    | 화수                           | 부제            | 방송일 |
| ---- | -------------------------------- | --------------- | -- | ------------------------------ | --------------- | ------ |
| 1    | 베빌 군이 왔다!편                | 2003년 4월 11일 | 16 | 몽이네 할머니는 정말 무서워 편 | 10월 10일       |        |
| 2    | 공포의 자동응답! 길 잃은 콤비?편 | 4월 18일        | 17 | 페코로는 백만달러 편           | 10월 17일       |        |
| 3    | 베빌 군 사랑에 빠지다?편         | 4월 25일        | 18 | 바커가 바커다 편               | 10월 24일       |        |
| 4    | 열려라 큰 저금통 편              | 5월 9일         | 19 | 번킨의 비밀 편                 | 10월 31일       |        |
| 5    | Go!Go!드라이브 편                | 5월 16일        | 20 | 구름 위의 할머니 편            | 11월 14일       |        |
| 6    | 학교가 정말 좋아 편              | 5월 23일        | 21 | 우리의 가출 편                 | 11월 21일       |        |
| 7    | 인기 있는건 괴로워 편            | 6월 6일         | 22 | 공포의 생일파티 편             | 11월 28일       |        |
| 8    | 흔들흔들 벼룩시장 편             | 6월 20일        | 23 | 튜브가 좋아 편                 | 12월 5일        |        |
| 9    | 사라진 의사 편                   | 7월 4일         | 24 | 아빠는 베빌 편                 | 12월 12일       |        |
| 10   | 번킨번킨 편                      | 7월 11일        | 25 | 스타는 누구일까 편             | 12월 19일       |        |
| 11   | 이인조의 신 편                   | 7월 18일        | 26 | 꿈의 산악자전거 편             | 12월 26일       |        |
| 12   | 부끄러운 바다 편                 | 7월 25일        | 27 | 환영 도로보 씨 편              | 2004년 1월 16일 |        |
| 13   | 꼬꼬댁 꼬꼬 작전 편              | 9월 12일        | 28 | 엄마가 수상해 편               | 1월 23일        |        |
| 14   | 마중 몬스터 편                   | 9월 19일        | 29 | 몬스터 패닉 편                 | 1월 30일        |        |
| 15   | 첫사랑 텐치 편                   | 9월 26일        | 30 | 세계 최고의 작별 편            | 2월 6일         |        |

## 코믹스판
TV 애니메이션과 같은 시기에 야마나카 아키라가 『코믹 봉봉』에서 연재하였다.